# Попов, Пётр Леонидович
Пётр Леонидович Попов — советский разведчик.
В 1910 году поступал в инженерно-кораблестроительное училище в Москве, став третьим по конкурсу, однако директор училища посчитал, что «зачислен быть не может, так как не дворянин и даже не мещанин». После возвращения во Владивосток ушёл в коммерцию. В 1917 году уехал в Маньчжурию, где возглавил Харбинское отделение Китайско-Восточной железной дороги. Успешно участвовал в переговорах между деловыми кругами Маньчжурии и большевиками из Владивостокского Совета народных депутатов. В то же время стал профессиональным разведчиком.
В октябре 1922 года получил доступ к китайскому посольству в Москве, где в результате хитроумной операции сумел сделать слепки с ключей от сейфа.